# Charles Frederick Millspaugh
Charles Frederick Millspaugh est un botaniste américain, né le 20 juin 1854 à Ithaca et mort le 16 septembre 1923 à Chicago.

## Biographie
Il est le fils de John Hill Millspaugh et de Marion E. née Cornell. Il étudie à l’université Cornell de 1872 à 1873 et obtient à New York son titre de docteur en médecine en 1881. Il se marie avec Mary Louisa Spaulding le 19 septembre 1877. Il pratique la médecine à Binghamton de 1881 à 1890, à Waverly de 1890 à 1891 avant d’enseigner la botanique à l’université de la Virginie de l’ouest de 1891 à 1893. À partir de 1894, il est conservateur au département de botanique du Field Museum of Natural History de Chicago, à partir de 1895, enseigne la botanique économique à l’université de la ville et, à partir de 1897, également à l’école de médecine. En 1910, trois ans après le décès de sa femme, il se remarie avec Clara Isabel Mitchell.
Millspaugh est membre de diverses sociétés savantes dont l’American Academy of Arts and Sciences et a été admis comme membre honoraire auprès de nombreuses universités étrangères.

## Liste partielle des publications
- American Medicinal Plants. An illustrated and descriptive guide to the American plants used as homoeopathic remedies, etc. (Boericke & Tafel, New York, 1884).
- Avec Lawrence William Nuttall (1857-1933), Flora of Santa Catalina Island (Chicago, 1895).
- Contribution to the Flora of Yucatan (1896).
- Plantæ Utowanæ. Plants collected in Bermuda, Porto Rico, St. Thomas, Culebras, Santo Domingo, Jamaica, Cuba, The Caymans, Cozumel, Yucatan, and the Alacran Shoals. Dec. 1898 to Mar. 1899, etc. (Chicago, 1900).
- Flora of the island of St. Croix (1902).
- Flora of the Sand Keys of Florida (Chicago, 1907).
- Révision de l’ouvrage de Charles McIlvaine (1840-1909) et de Robert K. McAdam, Toadstools, Mushrooms, Fungi, edible and poisonous. One thousand American fungi... (Bobbs-Merrill Co., Indianapolis, 1912).
- The living flora of West Virginia (1913).
- Avec Earl Edward Sherff (1886-1966), New Species of Xanthium and Solidago (Chicago, 1918).
- Revision of the North America species of Xanthium (1919).
- Avec Nathaniel Lord Britton (1859-1934), The Bahama flora (Chicago, 1920, réédité par Hafner, New York, 1962).
- Avec Lawrence William Nuttall (1857-1933), Flora of Santa Catalina Island (1923).
- Herbarium organization (1925).

## Source
- Allen G. Debus (dir.) (1968). World Who’s Who in Science. A Biographical Dictionary of Notable Scientists from Antiquity to the Present. Marquis-Who’s Who (Chicago) : xvi + 1855 p.